# Laosz a 2013-as úszó-világbajnokságon
Laosz három úszóval vett részt a 2013-as úszó-világbajnokságon, akik négy versenyszámban indultak.

## Úszás
Férfi
| Versenyző          | Verseny                | Selejtező | Selejtező | Elődöntő          | Elődöntő          | Döntő             | Döntő             |
| Versenyző          | Verseny                | Idő       | Helyezés  | Idő               | Helyezés          | Idő               | Helyezés          |
| ------------------ | ---------------------- | --------- | --------- | ----------------- | ----------------- | ----------------- | ----------------- |
| Phathana Inthavong | 100 méteres gyorsúszás | 1:02.85   | 85        | Nem jutott tovább | Nem jutott tovább | Nem jutott tovább | Nem jutott tovább |
| Soulasen Phommasen | 100 méteres gyorsúszás | 27.46     | =86       | Nem jutott tovább | Nem jutott tovább | Nem jutott tovább | Nem jutott tovább |

Női
| Versenyző                | Verseny                | Selejtező | Selejtező | Elődöntő          | Elődöntő          | Döntő             | Döntő             |
| Versenyző                | Verseny                | Idő       | Helyezés  | Idő               | Helyezés          | Idő               | Helyezés          |
| ------------------------ | ---------------------- | --------- | --------- | ----------------- | ----------------- | ----------------- | ----------------- |
| Vivie Geneva Chamberlain | 100 méteres gyorsúszás | 1:17.75   | 72        | Nem jutott tovább | Nem jutott tovább | Nem jutott tovább | Nem jutott tovább |
| Vivie Geneva Chamberlain | 100 méteres hátúszás   | 1:29.16   | 50        | Nem jutott tovább | Nem jutott tovább | Nem jutott tovább | Nem jutott tovább |